# Зелені — Європейський вільний альянс

Депутати Європарламенту з фракції «Зелені — ЄСА» з 15 країн, у тому числі 11 з більш ніж одним (темно-зелений) і 4 з одним (світло-зелений)

Зелені — Європейський вільний альянс (англ. The Greens–European Free Alliance, скор. англ. Greens — EFA; фр. Les Verts — Alliance libre européenne; нім. Die Grünen — Freie Europäische Allianz) — одна з фракцій Європейського парламенту. Як фракція, Зелені — ЄСА мали найбільший з усіх фракцій приріст на виборах 2009 року.
Фракція складається з двох європейських партій: Європейської партії зелених і Європейського вільного альянсу (ЄСА). Остання представляє інтереси національних меншин. Крім того, до неї входять і представники окремих партій (Піратська партія Швеції, Вольт Європа).